# Visions in Motion

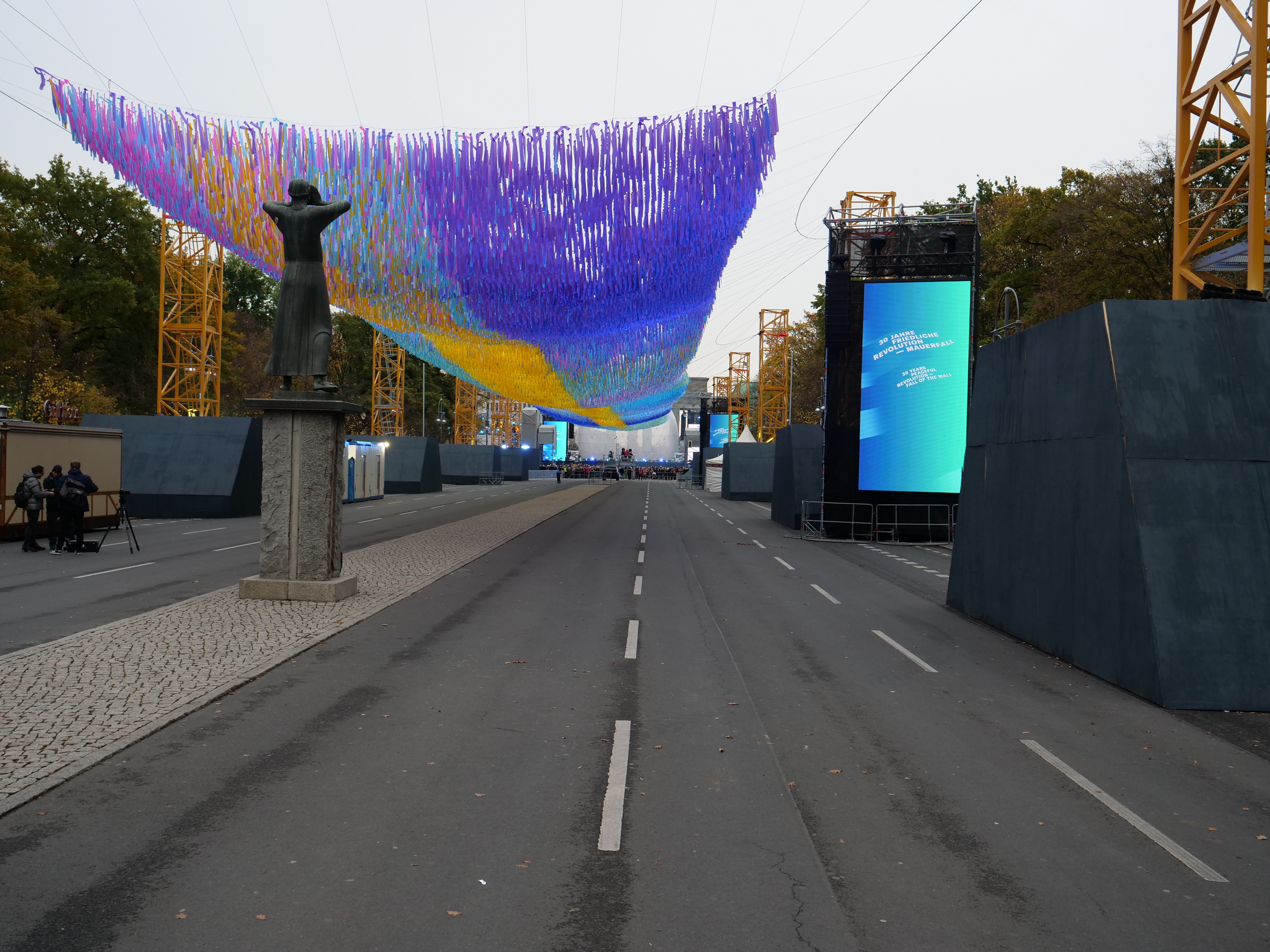
Aufbau der Kunstinstallation im Vorfeld für die Feier zu 30 Jahren Mauerfall in Berlin am 8. November 2019.

Visions in Motion war eine temporärere Kunstinstallation, die vom 4. bis zum 10. November 2019 auf der Straße des 17. Juni am Brandenburger Tor in Berlin zu sehen war. Sie war Teil der offiziellen Berliner Feierlichkeiten anlässlich des 30-jährigen Jubiläums der Friedlichen Revolution und des Mauerfalls, die von Kulturprojekte Berlin konzipiert und umgesetzt wurden. Geschaffen wurde „Visions in Motion“ vom US-amerikanischen Künstler Patrick Shearn mit seinem Studio Poetic Kinetics, kuratiert von Kulturprojekte Berlin.
Die Installation bestand aus ca. 100.000 Stoffbändern und war über 130 Meter lang. 30.000 dieser Bänder waren mit persönlichen Botschaften und Wünschen beschriftet, die im Sommer 2019 bei verschiedenen Veranstaltungen, online, bei Workshops in Schulen, Kirchen und bei Straßenaktionen gesammelt wurden, bei denen sich die Teilnehmer mit der Friedlichen Revolution und den Wünschen auseinandersetzten, die die Menschen damals antrieben. Auch prominente Persönlichkeiten beteiligten sich an der Aktion, wie z. B. die Präsidentin der Europäischen Kommission Ursula von der Leyen, Friedensnobelpreisträger Muhammad Yunus, David Hasselhoff, der Pianist und Dirigent Daniel Barenboim, der ehemalige Staatspräsident der Sowjetunion und Friedensnobelpreisträger Michail Gorbatschow sowie Bundeskanzlerin Angela Merkel.